# 화성소방서
화성소방서(華城消防署, Hwaseong Fire Station)는 경기도 화성시를 관할하는 경기도 소방재난본부 산하의 소방서이다.
소방서장은 소방정으로 보한다.

## 조직
| - 소방행정과 - 소방행정 - 회계장비                              | - 재난예방과 - 예방대책 - 생활안전 - 소방민원                                         | - 재난대응과 - 대응전략 - 구조 - 구급                | - 소방안전특별점검단 - 소방특별조사 - 소방패트롤 - 소방사법 |
| - 화재조사분석과 - 광역조사 - 화재조사1 - 화재조사2 - 화재조사3 | - 현장1지휘단 - 현장지휘1 - 현장지휘2 - 현장지휘3 - 안전지원1 - 안전지원2 - 안전지원3 | - 현장2지휘단 - 현장2지휘1 - 현장2지휘2 - 현장2지휘3 |                                                             |

## 관할센터 및 관할구역
화성소방서는 9개의 119안전센터와 구조대, 구급대를 산하에 두고 있다.
| 명칭                 | 사진 | 주소                 | 관할구역                                       | 지역대                                                                |
| -------------------- | ---- | -------------------- | ---------------------------------------------- | --------------------------------------------------------------------- |
| 향남119안전센터      |      | 향남읍 향남로 399    | 향남읍, 양감면                                 | 양감119지역대                                                         |
| 태안119안전센터      |      | 병점중앙로 148       | 진안동, 병점1·2동, 반월동, 기배동, 화산동      |                                                                       |
| 반송119안전센터      |      | 동탄반석로 188       | 동탄1·2·3동                                    |                                                                       |
| 봉담119안전센터      |      | 봉담읍 샘마을1길 7   | 봉담읍, 매송면                                 | 매송119지역대                                                         |
| 남양119안전센터      |      | 남양읍 남양시장로 48 | 남양읍, 마도면, 송산면, 서신면, 비봉면, 새솔동 | 마도119지역대 송산119지역대 서신119지역대 제부119지역대 비봉119지역대 |
| 정남119안전센터      |      | 정남면 정남동로 514  | 정남면                                         |                                                                       |
| 장안119안전센터      |      | 장안면 3.1만세로 119 | 장안면, 우정읍                                 | 우정119지역대(폐쇄)                                                   |
| 목동119안전센터      |      | 동탄신리천로 359     | 동탄4·5·6·7동                                  |                                                                       |
| 팔탄119안전센터      |      | 팔탄면 구장리 557    | 팔탄면                                         |                                                                       |
| 화성소방서 119구조대 |      | 향남읍 향남로 399    | 경기도 화성시 일원                             |                                                                       |
| 화성소방서 119구급대 |      | 향남읍 향남로 399    | 경기도 화성시 일원                             |                                                                       |

## 같이 보기
- 대한민국 소방청
- 대한민국의 소방
- 소방관 계급